# San Gregorio de Polanco
San Gregorio de Polanco ist eine Stadt in Uruguay.

## Geographie
Sie liegt im Süden des Departamento Tacuarembó am rechtsseitigen Ufer des Río Negro.

## Geschichte
Am 15. Oktober 1963 wurde San Gregorio de Polanco durch das Gesetz Nr. 11.689 in die Kategorie "Villa" eingestuft.

## Einwohner
Bei der Volkszählung 1996 wurden 3.101 Einwohner gezählt. 2004 betrug die Einwohnerzahl von San Gregorio de Polanco 3.673 (Stand: 2004). Bei der Volkszählung 2011 waren 3.415 Einwohner in der Stadt registriert, davon 1.702 männliche und 1.713 weibliche. Damit ist sie die drittgrößte Stadt des Departamentos.
| Jahr | Einwohner |
| ---- | --------- |
| 1963 | 2.019     |
| 1975 | 2.877     |
| 1985 | 2.856     |
| 1996 | 3.101     |
| 2004 | 3.673     |
| 2011 | 3.415     |

Quelle: Instituto Nacional de Estadística de Uruguay

## Infrastruktur

### Verkehr
Durch die Stadt führt die Ruta 43.

## Stadtverwaltung
Bürgermeister (Alcalde) von San Gregorio de Polanco ist Sergio Texeira.

## Söhne und Töchter der Stadt
- Julio Alpuy (* 1919), Künstler
- Salomón Rodríguez (* 2000), Fußballspieler
- Cacho Labandera, Musiker